# Лубонья, Тоди
Тоди Лубонья (алб. Todi Lubonja; 13 февраля 1923, Эльбасан — 19 ноября 2005, Тирана) — албанский коммунистический политик и журналист, член ЦК АПТ, в 1960-х — редактор «Зери и популлит», в начале 1970-х — генеральный директор Гостелерадио НРА. Был близким сподвижником Энвера Ходжи, участвовал в политических репрессиях. Впоследствии обвинён в «либеральном уклоне», арестован и приговорён к длительному заключению. Освобождён после падения коммунистического режима.

## Коммунистический партизан
С юности Тоди Лубонья примыкал к албанскому коммунистическому движению. В 1941 присоединился к Коммунистической партии Албании (КПА, с 1948 — Албанская партия труда, АПТ), на следующий год вошёл в партийный комитет Дурреса. Воевал в составе Национально-освободительной армии, участвовал в партизанских боях с немецкими оккупантами

## Политик правящей партии
В молодости Тоди Лубонья был убеждённым сталинистом, преданным сторонником Энвера Ходжи. После прихода КПА к власти Лубонья активно участвовал в политическом терроре, руководил одной из бригад преследования. В июне 1946 он лично направлял отчёт в ЦК КПА о совершённых убийствах.
Тоди Лубонья возглавлял албанский комсомол, был партийным секретарём в Эльбасане, Кукесе, Корче. Входил в состав ЦК АПТ. С 1958 по 1972 являлся депутатом Народного собрания. В 1964—1968 редактировал печатный орган ЦК АПТ «Зери и популлит». Наряду с Рамизом Алиёй, был одним из ведущих идеологов АПТ. Принадлежал к доверенным лицам Ходжи. В 1970 Тоди Лубонья был назначен генеральным директором албанского Гостелерадио — Radio Televizioni Shqiptar (RTSH).
К началу 1970-х политико-идеологические взгляды Тоди Лубоньи претерпели заметную эволюцию. Вместе с Фадилем Пачрами он стал сторонником некоторой либерализации режима. Лубонья занял антиконформистские позиции в культуре, поощрял раскованность в творчестве и быту, что резко противоречило официальной идеологической регламентации. Высказывался за углублённое изучение албанской истории, что входило в конфликт с официальной партийной доктриной. По воспоминаниям родных, Тоди Лубонья критиковал Энвера Ходжу за произвол, догматизм и некомпетентность, выражал взгляды, близкие к социал-демократии.

## «Роковой фестиваль»
25 декабря 1972 года Тоди Лубонья выступал организатором ежегодного музыкального фестиваля Festivali i Këngës, проводимого RTSH. Исполнялась бит-музыка, к выступлениям были допущены нестандартно одетые юноши и девушки, проявлявшие некоторую раскованность. Хотя, по последующим отзывам, принципиальных отличий от других государственных мероприятий фестиваль не имел, даже такие новации были восприняты как недопустимый «либерализм», «подрыв культуры социалистического реализма» и «преклонение перед Западом».
В начале 1973 газета «Зери и популлит» опубликовала инспирированное «письмо возмущённой молодёжи». В марте Тоди Лубонья был снят с поста в RTSH и распоряжением Хюсни Капо отправлен в Лежу, где занял пост в строительном управлении (при этом он был разлучён с семьёй). Вскоре местная партоганизация потребовала увольнения Лубоньи. Против него, а также членов его семьи, развернулась кампания травли.
26 июня—28 июня 1973 был созван пленум ЦК АПТ, специально посвящённый фестивалю и борьбе с «либеральным уклоном». Тоди Лубонья и Фадиль Пачрами подверглись резкой критике. Особенно жёсткие обвинения выдвигал сам Энвер Ходжа, его жена Неджмие и Хекуран Исаи. Попытки Лубоньи оправдаться игнорировались.

Энвер Ходжа кричал: «Космополиты, антинародные, антисоциалистические, анти, анти, анти! Вы служите Москве и Ленинграду, Парижу и Белграду! Но мы раздавим вас!»

## Заключение и освобождение
24 июля 1974 Тоди Лубонья был арестован Сигурими. Суд приговорил его к 15 годам заключения за «антигосударственную деятельность», выразившуюся в «либеральном уклоне» (Фадиль Пачрами получил 25 лет). Срок Лубонья отбывал в основном в Буррели. Условия содержания отличались жёсткостью.
Освободился Тоди Лубонья после смерти Ходжи — 7 июня 1987, несколько раньше срока. Был ограничен в передвижении по стране, жил фактически в условиях интернирования. Работал на гидротехнических сооружениях в Шкодере. Окончательное освобождение пришло только в 1990, на фоне массового антикоммунистического движения.
Последние полтора десятилетия Тоди Лубонья прожил в Тиране, вместе с воссоединившейся семьёй. Написал несколько книг исторической тематики. Отношение к нему в обществе было неоднозначным: ходжаисты считали его изменником, антикоммунисты не прощали его деятельности второй половины 1940-х. В то же время многие албанцы воспринимали Лубонью прежде всего как борца за свободомыслие в трудных условиях диктатуры.
Скончался Тоди Лубонья в возрасте 82 лет.

## Семья
Тоди Лубонья был женат на преподавательнице Лири Лубонья, имел двух сыновей — Агима и Фатоса. Семейство Лубонья причисляется к социально-культурному слою албанских интеллектуалов.
После ареста мужа Лири Лубонья была интернирована, затем сослана. Фатос Лубонья был репрессирован вместе с отцом. В 1979 он получил новый срок — за создание антиправительственной организации в местах заключения. Освобождён только в 1991. В посткоммунистической Албании Фатос Лубонья известен как писатель, правозащитник и радикально-демократический политик.